# Kevin-Prince Boateng
Kevin-Prince Boateng (sinh ngày 6 tháng 3 năm 1987 tại Berlin-Wedding, Tây Berlin, Tây Đức) là cựu cầu thủ bóng đá người Ghana sinh ra tại Đức thi đấu ở vị trí tiền vệ hoặc tiền đạo.
Boateng bắt đầu sự nghiệp tại câu lạc bộ Hertha BSC ở Bundesliga. Từ 2007 đến 2009, anh đến Premier League thi đấu cho Tottenham Hotspur nhưng không thành công, trong đó có khoảng thời gian cho mượn ngắn tại Borussia Dortmund. Đến Portsmouth năm 2009, anh cùng đội bóng này về nhì cúp FA 2010 và sau đó một năm anh chuyển đến Serie A khoác áo AC Milan, nơi anh có danh hiệu vô địch Serie A mùa giải 2010-11.

## Đời tư
Boateng sinh ở Berlin. Mẹ anh, Christine Rahn, là người Đức còn bố anh đến từ Ghana. Anh là anh của Jérôme Boateng. Anh đã ly dị người vợ đầu tiên Jenny và có một con trai với cô, Jermaine-Prince. Anh đính hôn với người mẫu Ý Melissa Satta, và có với nhau một người con, Maddox Prince, ra đời tháng 4 năm 2014.

## Sự nghiệp câu lạc bộ
Boateng thường được miêu tả là cầu thủ "có kỹ năng và tốc độ, được bổ sung thêm bởi khả năng nhận thức chiến thuật cao và thể lực mạnh mẽ." Anh bắt đầu sự nghiệp của mình tại câu lạc bộ trẻ Reinickendorfer Füchse, và sau đó là Hertha Berlin.

### Hertha Berlin
Boateng đến Hertha vào ngày 1 tháng 7 năm 1994 khi anh mới 7 tuổi và gắn bó với câu lạc bộ cho đến ngày 31 tháng 7 năm 2007. Với tài năng thể hiện ở đội trẻ, anh được đưa lên đội hình dự bị trong hai mùa giải. Frank Vogel, người phụ trách tuyến trẻ của Hertha Berlin phát hiện ra Kevin Boateng năm cậu mới chỉ 7 tuổi. "Cậu ấy là một tài năng", ông tuyên bố khi đưa Boateng đến trung tâm huấn luyện của Hertha. 15 tuổi, dưới sự dìu dắt của Vogel, anh đã trở thành thủ lĩnh của đội U-16 Hertha vô địch giải trẻ nước Đức.
Năm 18 tuổi, Kevin đã có một chỗ đứng trong đội hình chính của Hertha dự Bundesliga. Tuy có hai lần bị đuổi khỏi sân, Boateng được đưa lên đội hình chính thức từ mùa giải 2005–06. Anh có trận đấu đầu tiên là trận gặp Eintracht Frankfurt tại vòng hai Bundesliga mùa bóng 2005–06, vào sân từ băng ghế dự bị ở hiệp hai. Anh có lần ra sân chính thức đầu tiên tại Bundesliga trong trận hoà 2-2 với Borussia Mönchengladbach ở vòng đấu thứ 14.
Boateng được so sánh với Pelé và Rivaldo về vai trò trên sân, do đó đôi khi anh bắt chước bộ đôi người Brazil với những khoảnh khắc khiến đám đông vô cùng thích thú. Phong cách thi đấu này khiến anh nhận được nhiều sự tán thưởng nhưng đồng thời cũng khiến anh bị chỉ trích. Huấn luyện viên đội tuyển U-19 Đức, Uli Stielike, đã nói về anh, "Ở đẳng cấp cao, Kevin sẽ phải từ bỏ phong cách thi đấu ấy."
Ngày 27 tháng 7 năm 2006, Boateng đã được nhận giải thưởng Huy chương Vàng Fritz Walter cho lứa tuổi U-19. Đây là giải thưởng dành cho các cầu thủ các đội tuyển trẻ Đức ở lứa tuổi U-17, U-18 và U-19. Một ban giám khảo bao gồm Liên đoàn Bóng đá Đức (DFB), huấn luyện viên các đội trẻ, và thành viên uỷ ban DFB đã bình chọn Boateng ở vị trí dẫn đầu. Giám đốc thể thao Matthias Sammer và huấn luyện viên DFB Horst Hrubesch đã trao giải thưởng trị giá 20.000 euro cho anh tại Stadtbauraum, Gelsenkirchen, Đức ngày 16 tháng 8 năm 2006. Trước đó, Boateng cùng giành Huy chương Đồng ở lứa tuổi U-18 năm 2005.

### Tottenham Hotspur
Boateng đã ký hợp đồng thi đấu cho Tottenham Hotspur vào tháng 7 năm 2007, với phí chuyển nhượng là 5,4 triệu £. Anh có trận đấu đầu tiên tại Premier League vào ngày 3 tháng 11 trong trận đấu với Middlesbrough, và sau đó tiếp tục có nhiều trận đấu được ra sân chính thức. Tuy nhiên, kể từ khi huấn luyên viên Martin Jol ra đi và huấn luyện viên Juande Ramos đến sân White Hart Lane cùng nhiều cầu thủ đẳng cấp khác, Boateng không còn giữ được vị trí trong đội hình chính thức và phải xuống đội hình dự bị. Boateng có trận đấu đầu tiên dưới thời huấn luyện viên Harry Redknapp trong chiến thắng 4-2 trước Liverpool tại vòng 4 League Cup và trận đấu đầu tiên của mùa giải 2008–09 vào tháng 11 năm 2008 thua Everton.
Boateng đã được đưa đến Borussia Dortmund theo hợp đồng cho mượn cho đến hết mùa giải vào tháng 1 năm 2009. Anh trở về Tottenham vào cuối mùa giải và có trận đấu cuối cùng cho Spurs khi vào sân thay người trong chiến thắng 5-1 trước Doncaster Rovers tại League Cup vào tháng 8 năm 2009.

### Portsmouth
Boateng gia nhập Portsmouth vào đầu mùa giải 2009–10 với hợp đồng 3 năm và phí chuyển nhượng ước chừng 4 triệu £. Anh có bàn thắng đầu tiên cho Portsmouth trong trận thua 3-2 trước Bolton Wanderers. Anh tiếp tục thể hiện phong độ tốt trong một vài trận tiếp theo với vai trò tiền vệ trung tâm trong sơ đồ 4-4-2 và trở thành cầu thủ xuất sắc nhất trong tháng 9 của Portsmouth.
Ngày 15 tháng 5 năm 2010, Boateng trở thành tâm điểm của nhiều sự tranh luận sau trận chung kết Cúp FA 2010 với Chelsea. Ở hiệp 1 trận đấu, pha vào bóng của anh nhằm vào tiền vệ người Đức Michael Ballack đã khiến cầu thủ này phải rời sân vì chấn thương. Chấn thương sau đó đã được xác định là ở mắt cá chân và nó khiến cho cầu thủ người Đức không còn cơ hội tham dự World Cup 2010.
Ở phút 54 của trận đấu, Porstmouth được hưởng quả phạt đền nhưng cú sút của Boateng đã bị thủ môn Petr Čech cản phá thành công. Boateng sau đó đã gửi lời xin lỗi đến Ballack: "Tôi rất tiếc. Tôi không hề cố ý trong tình huống đó. Tôi chỉ vào bóng chậm một chút nên dẫn tới cú va chạm. Đó là một pha vào bóng ngu ngốc". Tuy nhiên, một số tờ báo châu Âu đã nói rằng Boateng vì hiềm khích cá nhân nên đã cố tình chơi xấu khiến Ballack vắng mặt tại World Cup 2010.

### A.C. Milan
Boateng chuyển đến Geona vào ngày 17 tháng 8 năm 2010, nhưng ngay lập tức đã gia nhập Milan theo hợp đồng cho mượn có thời hạn một năm trong đó có điều khoản thương lượng để Milan mua đứt Boateng nếu anh thi đấu tốt. Phí chuyển nhượng của anh từ Portsmouth là 5 triệu £. Tuy nhiên, sau đó theo giám đốc điều hành của AC Milan Adriano Galliani, bản hợp đồng này đã chuyển từ cho mượn trở thành đồng sở hữu giữa Genoa và Milan trị giá 5,25 triệu €. Hợp đồng này bao hàm cả việc chuyển Giacomo Beretta sang thi đấu cho Genoa, định giá 4 triệu €.
Boateng có trận đấu đầu tiên cho Milan trong chiến thắng 4-0 trước Lecce khi vào sân thay cho Alexandre Pato ở phút 76. Anh có màn ra mắt tại UEFA Champions League trong chiến thắng 2-0 của Milan trước Auxerre ngày 15 tháng 9. Bàn thắng đầu tiên của anh cho Rossoneri đến trong chiến thắng 3-0 trước Brescia ngày 4 tháng 12.
Mùa bóng đầu tiên của Boateng tại AC Milan, anh đã đóng góp vào chức vô địch Serie A của Milan. Trong buổi lễ ăn mừng Scudetto đầu tiên sau 7 năm, các cầu thủ Milan đã được chứng kiến màn nhảy moonwalk đầy điêu luyện của anh. Ngày 24 tháng 5 năm 2011, Milan đã mua toàn bộ 100% quyền sở hữu Boateng từ Genoa với giá 7 triệu euro. Ngày 6 tháng 8 năm 2011, Boateng đã ghi bàn ấn định chiến thắng 2-1 trong trận tranh Siêu cúp quốc gia Ý 2011 với Inter Milan, giúp AC Milan lần thứ sáu giành được danh hiệu này.
Ngày 23 tháng 10 năm 2011, anh lập một hat-trick chỉ trong vòng 14 phút, từ phút 49 đến phút 63 sau khi vào sân từ băng ghế dự bị, giúp Milan lội ngược dòng thắng Lecce 4-3 sau khi bị dẫn trước 3-0 ở hiệp 1. Đây là một trong những cú hat-trick nhanh nhất trong lịch sử.

### Schalke 04
Ngày 30 tháng 8 năm 2013, AC Milan thông báo đã đạt được thỏa thuận chuyển nhượng Boateng cho câu lạc bộ tại Bundesliga là Schalke 04.
Boateng có trận ra mắt cho Schalke 04 trong chiến thắng 2-0 trước Bayer Leverkusen. Ngày 14 tháng 9 năm 2013, anh ghi bàn thắng duy nhất trong trận đấu với Mainz. Ngày 30 tháng 10, anh được các cổ động viên Schalke 04 bầu chọn là cầu thủ xuất sắc nhất trong tháng. Mười ngày sau đó, anh lập cú đúp đem về chiến thắng 3-1 cho Schalke trước Werder Bremen. Kết thúc mùa giải 2013-14, Boateng có tổng cộng 7 bàn thắng tại Bundesliga để giúp Schalke về đích ở vị trí thứ ba.

### Trở lại Milan
Sau khi bị Schalke 04 chấm dứt hợp đồng vào tháng 12 năm 2015, Boateng đã chính thức trở lại AC Milan vào ngày 5 tháng 1 năm 2016 với hợp đồng 6 tháng, trước đó đã quay lại tập luyện cùng đội bóng nước Ý từ tháng 9 năm 2015. Ngày 9 tháng 1 năm 2016, anh ra sân thi đấu 36 phút trong trận đấu với Roma và sáu ngày sau đó có pha lập công trong chiến thắng 2-0 trước Fiorentina.

### Las Palmas
Ngày 2 tháng 8 năm 2016, đội bóng tại La Liga Las Palmas đạt được thỏa thuận chiêu mộ Boateng theo bản hợp đồng có thời hạn một năm. Ngay trong trận đấu đầu tiên của mình tại La Liga, Boateng đã có pha lập công từ quả đánh đầu, giúp Las Palmas đánh bại Valencia 4-2. Ngày 24 tháng 10, Boateng ghi một siêu phẩm bằng vô-lê trong trận thua 2-1 trước Villarreal.
Ngày 9 tháng 4 năm 2017, Boateng có bàn thắng thứ 9 trong mùa giải, thành tích ghi bàn cao nhất của anh trong sự nghiệp của anh trong một mùa giải. Ngày 16 tháng 8 năm 2017, Las Palmas thông báo câu lạc bộ và Boateng đã đồng ý chấm dứt hợp đồng, do lý do cá nhân cả Boateng. Anh có tổng cộng 10 bàn và 5 kiến tạo sau 29 lần ra sân cho Las Palmas.

### Eintracht Frankfurt
Ngày 18 tháng 8 năm 2017, Boateng chuyển đến Eintracht Frankfurt theo bản hợp đồng có thời hạn ba năm.

### Sassuolo
Ngày 5 tháng 7 năm 2018, Boateng chuyển đến Sassuolo theo bản hợp đồng có thời hạn ba năm.

### Barcelona (cho mượn)
Boateng gia nhập Barcelona vào ngày 21 tháng 1 năm 2019 dưới dạng cho mượn, kéo dài cho tới lúc kết thúc mùa giải 2018 - 19, bao gồm điều khoản mua đứt với mức phí chuyển nhượng 8 triệu euro. Boateng gia nhập đội bóng xứ Catalan như một phương án dự phòng cho Luis Suárez sau khi Munir El Haddadi được bán cho Sevilla. Anh được xem như là cầu thủ người Ghana đầu tiên đá cho câu lạc bộ này. Trận đấu ra mắt của anh vào ngày 23 tháng 1, lượt đi tứ kết Cúp nhà vua Tây Ban Nha với kết quả thua cuộc 2 - 0 trên sân khách trước đối thủ là Sevilla.

### Fiorentina
Vào ngày 30 tháng 7 năm 2019, Boateng đã ký hợp đồng với ACF Fiorentina. Anh có lần đầu ra mắt vào ngày 24 tháng 8 ngay trận mở màn của mùa giải Serie A 2019 - 2020, anh được tung vào từ băng ghế dự bị ở hiệp hai và ghi bàn thắng thứ 3 cho đội bóng. Kết quả trận đấu, ACF Fiorentina thua với tỉ số 3 - 4 trên sân nhà trước đối thủ Napoli.

## Sự nghiệp đội tuyển quốc gia
Boateng đã có 41 lần thi đấu cho các đội tuyển U-15, U-16, U-19 và U-21 Đức, ghi được 8 bàn thắng. Ngày 20 tháng 7 năm 2005, tại Giải vô địch bóng đá U-21 châu Âu 2005, anh đã có một bàn thắng vào lưới U-19 Hy Lạp từ khoảng cách hơn 40 mét. Bàn thắng này đã được những người xem của một chương trình thể thao nổi tiếng ở Đức bình chọn là Bàn thắng của Tháng.
Boateng bắt đầu khiến cả châu Âu chú ý tại giải vô địch U-19 châu Âu 2005 trong màu áo U-19 Đức, với một bàn thắng từ giữa sân vào lưới U-19 Hy Lạp. Đội tuyển Ghana sau đó đã đề nghị anh cùng họ tham dự World Cup 2006. Nhưng Boateng từ chối vì muốn thi đấu cho đội tuyển Đức. Huấn luyện viên của Hertha Berlin, Dieter Hoeneß, đã khen ngợi quyết định này của Boateng.
Ngày 27 tháng 3 năm 2007, truyền thông Đức đưa tin Boateng đã nói với huấn luyện viên đội tuyển Đức Joachim Löw rằng anh sẽ thi đấu cho Ghana.
Nhưng cơ hội ấy không bao giờ đến. Ngày 9 tháng 9 năm 2007, tờ Berliner Morgenpost đưa tin rằng huấn luyện viên đội tuyển U-21 Đức Dieter Eilts quyết định sẽ không triệu tập Boateng nữa vì một sự kiện không vui đã xảy ra tại sân tập của đội trong chuyến du đấu vào tháng 6 năm 2007 ở Pháp. Sau 6 trận chơi cho U21 Đức, bất chấp những lời tán dương liên tục từ giới chuyên môn, HLV Dieter Eilts tuyên bố lạnh lùng sẽ không bao giờ triệu tập Kevin-Prince Boateng nữa. Giới thạo tin cho rằng đã có chuyện gì đó diễn ra khi U21 Đức tập trung cho giải trẻ Toulon, còn lý do của Eilts rất đơn giản: "Tôi không thể triệu tập một người không biết tuân lệnh". Con đường đi đến với Mannschafts của Boateng chính thức kết thúc từ thời điểm đó.
Thời gian đó, hiểu được hy vọng của mình với đội tuyển Đức đã hết, Boateng quyết định sẽ chơi cho Ghana. Ngày 12 tháng 5 năm 2010, FIFA chính thức chấp thuận việc Boateng được chơi cho Ghana (vì trên danh nghĩa anh mang quốc tịch Đức). Đúng 3 ngày sau, anh lại cho nước Đức thêm một lý do để hắt hủi mình, trong trận chung kết FA Cup giữa Portsmouth và Chelsea, Boateng đã có một pha vào bóng khiến Michael Ballack, đội trưởng đội tuyển Đức khi đó đứt dây chằng cổ chân, đồng nghĩa với việc tước quyền dự World Cup của "số 13" và khiến sức mạnh của Mannschafts suy giảm.
Ngày 7 tháng 5 năm 2010, huấn luyện viên trưởng đội tuyển Ghana, ông Milovan Rajevac đã chọn Boateng vào danh sách sơ bộ 30 cầu thủ chuẩn bị cho World Cup 2010. Ngày 12 tháng 5 năm 2010, FIFA cuối cùng đã chấp thuận việc thay đổi quốc tịch của Boateng, giúp anh có cơ hội được thi đấu cho Ghana tại World Cup. Ngày 5 tháng 6, anh có trận đấu đấu đầu tiên cho Ghana trong chiến thằng 1-0 trước Latvia. Anh mang tên Prince trên áo đấu, từ tên thánh Kevin-Prince của mình. Điều này là nhằm phân biệt giữa anh và người em trai Jérôme Boateng cũng như người đồng đội ở Ghana Derek Boateng. Anh cũng chọn khoác áo số 23, số áo thi đấu của anhh tại Portsmouth. Ngày 23 tháng 6 năm 2010, Boateng đã có cuộc đối đầu với người em trai Jérôme đang thi đấu cho đội tuyển Đức và trận đấu đã kết thúc với tỉ số 1-0 nghiêng về Đức. Đây là lần đầu tiên trong lịch sử World Cup hai anh em ruột chơi cho hai đội tuyển quốc gia khác nhau đối đầu với nhau.
Ngày 26 tháng 6, trong trận đấu vòng hai với đội tuyển Mỹ trên sân vận động Royal Bafokeng, Boateng đã ghi bàn mở tỉ số trận đấu. Ở phút thứ 5, tận dụng sai lầm của tiền vệ Mỹ Ricardo Clark, Boateng cướp được bóng rồi sau pha dẫn bóng với tốc độ cao, anh đã dứt điểm quyết đoán bằng chân trái vào góc gần ở gần vạch 16m50 đánh bại thủ môn Tim Howard. Chung cuộc Ghana giành chiến thắng 2-1 và lần đầu tiên lọt vào tứ kết World Cup. Tuy nhiên, Ghana cuối cùng đã dừng bước ở tứ kết sau khi thua Uruguay ở những loạt sút luân lưu.
Ngày 4 tháng 11 năm 2011, sau 9 trận thi đấu cho đội tuyển Ghana, ở tuổi 24, Boateng đã tuyên bố từ giã đội tuyển và sự nghiệp quốc tế vì thi đấu ở cường độ cao sẽ ảnh hưởng đến sức khỏe của anh.

#### World Cup 2014
Mặc dù đã tuyên bố giải nghệ, Boateng sau đó đã trở lại đội tuyển Ghana và vào ngày 1 tháng 10 năm 2013, anh được triệu tập cho trận đấu tại vòng loại World Cup 2014 với Ai Cập. Ngày 4 tháng 11 năm 2013, anh vào sân từ phút thứ 79 và ghi bàn trong trận thua 1-2 của Ghana trước Ai Cập nhưng "Những ngôi sao đen" vẫn lần thứ ba liên tiếp giành quyền vào chơi tại World Cup với tổng tỉ số 7-3 sau hai lượt đấu.
Tháng 6 năm 2014, Boateng được huấn luyện viên James Kwesi Appiah chính thức chọn vào danh sách 23 cầu thủ Ghana tham dự World Cup 2014 tại Brasil. Trong trận đấu đầu tiên tại vòng bảng giữa Ghana với Mỹ mà Ghana để thua 2-1, anh chỉ được vào sân từ băng ghế dự bị. Đến trận đấu thứ hai với Đức, anh được vào sân ngay từ đầu và một lần nữa có dịp tái ngộ người em ruột Jérôme như trong trận đấu bốn năm trước tại Nam Phi.
Ngày 26 tháng 6 năm 2014, chỉ vài giờ trước trận đấu quyết định tấm vé vào vòng đấu loại trực tiếp với Bồ Đào Nha, Boateng và người đồng đội Sulley Muntari đã bị loại khỏi đội hình Ghana tham dự World Cup 2014 và phải trở về nước ngay lập tức. Biện pháp kỷ luật này được đưa ra cho Boateng sau khi anh đã có những lời lẽ xúc phạm nhắm vào huấn luyện viên Appiah trong khi họp đội. Ghana bị loại sau vòng bảng sau khi thua Bồ Đào Nha 1-2.

## Thống kê sự nghiệp

### Bàn thắng cho đội tuyển quốc gia
| # | Ngày                 | Địa điểm                                         | Đối thủ | Bàn thắng | Kết quả | Giải đấu                 |
| - | -------------------- | ------------------------------------------------ | ------- | --------- | ------- | ------------------------ |
| 1 | 26 tháng 6 năm 2010  | Sân vận động Royal Bafokeng, Rustenburg, Nam Phi | Hoa Kỳ  | 1-0       | 2-1     | World Cup 2010.          |
| 2 | 19 tháng 11 năm 2013 | Sân vận động 30 tháng 6, Cairo, Ai Cập           | Ai Cập  | 1-2       | 1-2     | Vòng loại World Cup 2014 |

## Cuộc sống cá nhân
Boateng tự gọi bản thân mình là "Cậu bé Ghetto" vì anh sinh ra tại quận Wedding là một quận nghèo ở Berlin. Tên chính thức của anh là Kevin Boateng, nhưng anh thường thích được gọi là Kevin-Prince vì nó có mang tên cha anh, Prince Boateng.
Anh đã kết hôn với cô bạn gái lâu năm Jennifer 2 ngày sau khi ký hợp đồng thi đấu cho Tottenham Hotspur.
Anh đang có hơn 20 hình xăm trên khắp cơ thể. Mỗi hình xăm đều mang một ý nghĩa đặc biệt nào đó ví dụ như hình xăm ghi tên Berlin, nơi anh sẽ không bao giờ xuất hiện trên sân bóng với tư cách "người nhà". Đặc biệt, trên mình Boateng còn có xăm 2 chú hề. Một chú đang khóc, một chú đang cười. "Tôi tin rằng cuộc đời là như thế: hôm trước cười, hôm sau sẽ phải khóc", Boateng triết lý.
Ở giai đoạn đầu sự nghiệp, Boateng từng mắc hội chứng nghiện mua sắm do ảnh hưởng của các vấn đề cá nhân. Anh khẳng định mình còn sở hữu "khoảng 200 mũ lưỡi trai, khoảng 20 áo vest bằng da và 160 đôi giày". Những thứ khác mà anh từng mua bao gồm một chiếc Lamborghini, Hummer và Cadillac, tất cả đều trong một ngày. Boateng từ đó cũng đã vượt qua được vấn đề này.

## Danh hiệu

### Câu lạc bộ
Tottenham Hotspur
- Football League Cup (1): 2007–08

AC Milan
- Serie A (1): 2010–11
- Siêu cúp quốc gia Ý (1): 2011

### Cá nhân
- Huy chương Fritz Walter: Huy chương Đồng lứa tuổi U-18 năm 2005
- Huy chương Fritz Walter: Huy chương Vàng lứa tuổi U-19 năm 2006
- Đội hình xuất sắc nhất năm của Serie A: 2010–11[84]